# Arion banki
Arion banki hf. (auparavant Nyja Kaupthing) est une banque islandaise.

## Histoire
Elle banque est créée par le gouvernement islandais à la suite de la nationalisation de la banque Kaupþing en octobre 2008.
À la suite d'un changement de propriétaire en 2010, un nouveau conseil d'administration ainsi qu'un nouveau PDG, Höskuldur H. Ólafsson, et une nouvelle équipe de direction sont nommés, un nouveau plan stratégique est mis en place.
En février 2017, le gouvernement annonce son intention de vendre sa part minoritaire par le biais d'une introduction en bourse.

## Activités
Arion banki opère exclusivement en Islande. Avec 24 agences et plus de 100 000 clients, c'est la plus grande banque d'Islande. La société est actuellement détenue à 13 % par l'État islandais et à 87 % par Kaupthing. Ses activités sont essentiellement découplées de celles de Kaupthing.